# Цапаев, Пётр Михайлович
Пётр Миха́йлович Цапа́ев (10 июля 1925, Большая Пиштань, Яранский уезд, Вятская губерния, РСФСР) — советский офицер, участник Великой Отечественной войны, гвардии младший сержант, радиотелеграфист. Советский политический деятель. Председатель Яранского городского исполкома.

## Биография
Цапаев Пётр Михайлович родился 10 июля 1925 в деревне Большая Пиштань Яранского уезда Вятской губернии.
Бригадир колхоза в Яранском уезде. Начал службу в 1943 году в Наро-Фоминске. Окончил учебку и был направлен в 12-й танковый корпус. Дважды горел в танке во время боёв с фашистами. День Победы встретил в Берлине.
В ознаменование 425-летие Яранска Решением Яранской городской думы Пётр Михайлович Цапаев удостоен звания «Почётный гражданин города».

## Награды
- Медаль «За отвагу» (12 мая 1945)
- Орден Отечественной войны II степени (6 апреля 1985)